# Макарий (Звёздов)
Архиепископ Макарий (в миру Матвей Дмитриевич Звёздов; 5 августа 1874, село Гарусово, Вышневолоцкий уезд, Тверская губерния — 23 октября 1937, Свердловск) — епископ Русской православной церкви, архиепископ Свердловский и Ирбитский.

## Биография
Родился 5 августа 1874 года в селе Гарусово Вышневолоцкого уезда Тверской губернии (ныне — Вышневолоцкий район Тверской области) в крестьянской семье. В 1903 году окончил Вышневолоцкое высшее начальное училище. В 1907 году сдал экзамены экстерном за курс Виленской Мариампольской гимназии (Сувалкская губерния).
С 21 марта 1911 года проживал в Троице-Сергиевой пустыни Петергофского уезда. С 21 декабря 1912 года — послушник. 14 декабря 1914 году принял монашество с именем Макарий. 14 июня 1915 года рукоположён во иеродиакона. 6 марта 1916 года — во иеромонаха.
С 1 февраля 1921 года — казначей Петроградского богословского института. Был председателем студенческой коллегии и членом совета института от студентов. 11 декабря 1923 года был утверждён патриархом Тихоном в степени кандидата богословия за сочинение «Толкование Евангелия у Л. Н. Толстого пред судом православного вселенского предания и православной богословской науки».
16 мая 1926 года хиротонисан во епископа Торопецкого, викария Псковской епархии. 29 мая переименован во епископа Великолукского той же епархии.
15 сентября 1927 года назначен епископом Муромским, викарием Владимирской епархии.
В 1928 году временно управлял Владимирской и Воронежской епархиями. В том же году возведён в сан архиепископа. Указом митрополита Сергия в апреле 1928 года Воронежская епархия передана была во временное подчинение архиепископу Смоленскому Макарию (Звёздову). Вместе с тем, часть приходов не признала его власти, а осталась верна отстранённому епископу Алексию (Бую).
13 февраля 1933 года назначен архиепископом Ирбитским, викарием и управляющим Свердловской епархией.
Был временным членом зимней сессии Временного патриаршего Священного синода 1933—1934 годов. Вместе с другими членами Временного патриаршего Священного синода подписал циркулярный указ Московской патриархии от 10 мая 1934 года «О новом титуле заместителя Патриаршего Местоблюстителя и о порядке поминовения за богослужениями».
28 марта 1934 года вышел указ митрополита Сергия и Временного патриаршего Священного синода при нём о перераспределении границ уральских епархий. Весной того же года архиепископ Макарий (Звёздов) передал 167 «тихоновских» приходов в Челябинскую церковную область, которая была разделена на три епархии: Челябинскую (95 приходов), Курганскую (40 приходов) и Златоустовскую (32 прихода).
3 мая 1934 года назначен архиепископом Вятским, но в должность не вступил, так как 11 июня 1934 года был подтверждён архиепископом Свердловским и Ирбитским с правами областного архиерея.
20 июня 1935 года был арестован. Ввиду этого 29 июня поступило распоряжение митрополита Сергия (Старогородского) об увольнении архиепископа Макария на покой. 28 ноября архиепископ Макарий был приговорён к двум годам ссылки, которую отбывал в селе Гайны близ города Кудымкара Пермской области.
В ссылке против архиепископа Макария было начато новое дело. 14 сентября 1937 года архиепископ Макарий был этапирован в Свердловск, а 20 октября 1937 года постановлением тройки УНКВД по Свердловской области приговорён к расстрелу. Расстрелян 23 октября в Свердловске.
Реабилитирован в 1956 году.